# Chiosco di Sesostri I

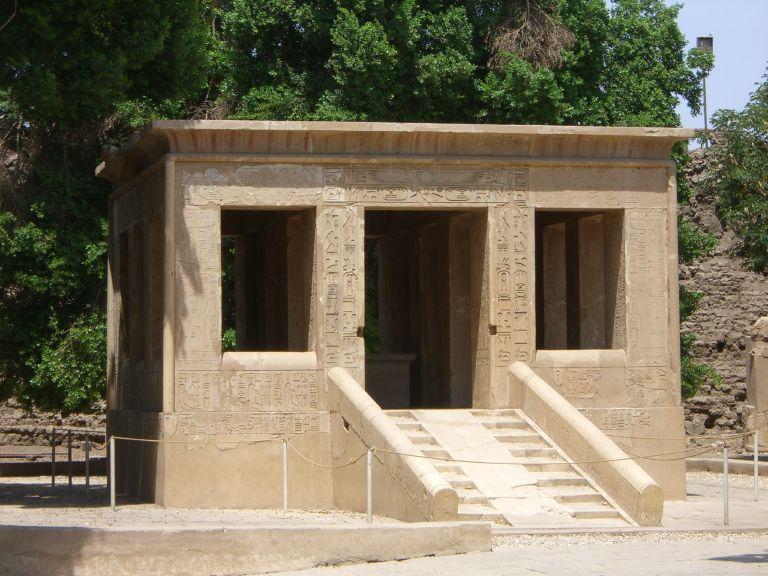
Il chiosco di Sesostri I

Il Chiosco di Sesostri I è un tempio periptero con sedici pilastri, di struttura ridotta, che si trova nel recinto templare di Karnak, in Egitto. 
Edificato, in occasione della festa Heb-Sed del Re Sesostri I (XII Dinastia), è a pianta quasi quadrata (7 m circa per lato), e si eleva su un basso piedistallo a cui si accede attraverso due rampe d'accesso contrapposte che adducevano, verosimilmente, ciascuna ad un trono simboleggiante, rispettivamente l'Alto ed il Basso Egitto. Presenta modanature a tori angolari e la copertura coronata da una cornice a gola egizia.
Si ritiene, infatti, che il tempio facesse parte dell'apparato cerimoniale della festa giubilare di Sesostri I che prevedeva la ripetizione della cerimonia di intronizzazione quale sovrano delle "Due Terre". Esso ospitava la barca di Amon.
Il chiosco, demolito nel corso dei lavori di ristrutturazione continua cui il complesso templare di Karnak è stato sottoposto nell'arco di oltre 1600 anni (dalla XII alla XXX Dinastia), è di fatto stato "riassemblato" in epoca moderna da H. Chevrier utilizzando i suoi componenti originali rinvenuti quale materiale di riempimento di uno dei Piloni (il III di Seti I).
Poiché la conservazione è quasi perfetta si possono ammirare la purezza compositiva e la raffinata decorazione che ricoprono le pareti e i pilastri mediante incisioni e rilievi nel calcare più fino. Questo conserva rare tracce di pittura e di copertura d'intonaco.
Sulle colonne, Sesostri I appare con Amon e altre divinità tra cui Anubi, Ptah, Atum, Toth, Horo e Amonet.
Il vestiario è rappresentato fin nei minimi particolari delle pieghe e ogni geroglifico è da considerarsi un capolavoro. Infatti l'artista ha reso con estrema abilità persino la trasparenza delle ali dell'ape.

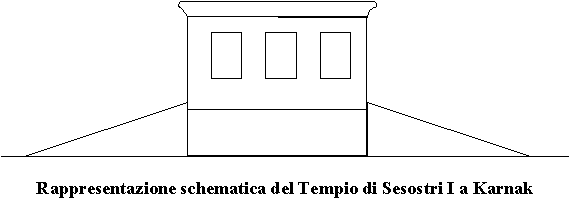